# Kotoriba
Kotoriba est un village et une municipalité située dans le comitat de Međimurje, en Croatie. Au recensement de 2001, la municipalité comptait 3 333 habitants, dont 92,68 % de Croates ; en 2001, la municipalité et le village étaient confondus.

## Localités
La municipalité de Kotoriba compte une seule localité, le village éponyme de Kotoriba.